# Fernando Linderberg
Peter Theodor Fernando Linderberg, född 29 april 1854 i Köpenhamn, död 4 december 1914 på Frederiksberg, var en dansk socialekonomisk författare.
Efter en vistelse vid Vallekilde folkhögskola var Linderberg 1877–80 trädgårdsmästare på Sagatun folkhögskola i Norge, 1880–81 lärare vid högskolan på Bornholm. Han stiftade där 1881 "Folkebladet", som han redigerade under de fyra år som det utkom; hans verksamhet där ledde till en dom på fyra månaders fängelse för majestätsbrott. Åren 1885–89 var han medarbetare vid flera landsortstidningar och som föredragshållare; hittills hade han kämpat for en liberal, demokratisk politik, men hans intresse fångades nu av den sociala frågan.
Vid denna tidpunkt ansåg Linderberg sig i Henry Georges idéer finna, vad han sökte. År 1888 stiftade han Dansk Arbejderforbund, som skulle samla de arbetare, främst lantarbetare, som ännu inte hade anslutit sig till socialdemokratin, i ett oavhängigt demokratiskt arbetarförbund, som skulle verka för att med hjälp av de demokratiska partierna genomföra praktiska sociala reformer. Förbundet, vars namn 1892 ändrades till Dansk Landarbejderforbund, hade med Linderberg som redaktör som organ "Programmet", som upphörde 1895 samtidigt som förbundet anslöt sig till socialdemokratin.
Från 1895 redigerade Linderberg under socialdemokratisk ledning "Landarbejderen", men tog redan året därpå avsked på grund av meningsskiljaktigheter med partiet, som han dock fortsatte att vara medlem av. Med stöd av likasinnade privatpersoner fick han möjlighet att fördjupa sina kunskaper genom utlandsstudier 1896–98. Han lärde där känna utlandets kristligt-sociala rörelse, och på hans initiativ stiftades 1898 Udvalget for social oplysnings fremme, vars sekreterare han blev. Då ledningen ville arbeta på kristlig grundval, medan Linderberg lade vikten vid socialt arbete på allmänmänsklig grundval, avskildes sekretariatet 1899 som självständig institution under Linderbergs ledning. År 1900 fick sekretariatet namnet Det sociale sekretariat og bibliotek och påbörjade utgivningen av "Samfundets Krav" (1900 ff.) under Linderbergs redaktion. 
Linderbergs intresse för arbetarklassens kulturella höjning tog sig 1893 uttryck i stiftandet av Udvalget til oplysningens fremme bland arbeterne på Frederiksberg och 1904 Frederiksberg oplysningsselskab, som utvecklade en livlig verksamhet. Kristendomen och socialismen var de faktorer, som präglade Linderbergs tankegång, och då Kristeligt socialt Forbund stiftades 1913, blev han dess sekreterare. Målet for en sådan institution var för Linderberg inte att förkunna kristendom för arbetarna, utan att "socialisera" de kristna.